# Модан (Савойя)
Модан (фр. Modane) — коммуна во Франции, департамент Савойя, регион Овернь — Рона — Альпы. Является центом кантона Модан. Округ коммуны — Сен-Жан-де-Морьен. Код INSEE коммуны — 73157. Мэр коммуны — Жан-Клод Раффэн, мандат действует на протяжении 2014—2020 годов.

## Географическое положение
Коммуна находится в Альпах в департаменте Савойя в долине Морьен (вместе с национальным парком Вануаз) между массивом Вануаз на севере и массивами Мон-Сенис и Серс на юге. Модан находится на границе с Италией и рядом с коммунами Фурно, Вилароден-Бурже и Лез-Аллю. Населённый пункт пересекает река Арк. Площадь составляет 71,04 км². Коммуна сильно вытянута с севера на юг, на севере она ограничена высотами Сен-Пер, Пекле (северо-запад), Польсе (северо-восток), на юге — горами Мон-Табор (граница с департаментом Высокие Альпы), Планет, пиком Фрежюс и цепью Гран-Валлон (граница с Италией).
В коммуне начинаются железнодорожный и автомобильный туннели Фрежюс — туннели, соединяющие Францию и Италию (с городом Бардонеккья). В Модане находится международный вокзал, принимающий поезда из Турина, Шамбери, Милана и Парижа.

## История
В 1857 году сардинский король Виктор Эммануил II подписал указ о прокладке туннеля через массив Мон-Сени, что сильно изменило экономику региона. После заключения Туринского договора в 1860 году Модан перешёл от Сардинского королевства к Франции и оказался стратегическим городом на границе между Францией и Италией.
Во время второй мировой войны в 1943 году город подвергся бомбёжке самолётами антигитлеровской коалиции. Целью являлся вокзал — важный железнодорожный пост между Францией и Италией.

## Население
Согласно переписи 2012 года население Модана составляло 3345 человек (49,8 % мужчин и 50,2 % женщин). Население коммуны по возрастному диапазону распределилось следующим образом: 18,4 % — жители младше 14 лет, 14,7 % — между 15 и 29 годами, 20,2 % — от 30 до 44 лет, 20,3 % — от 45 до 59 лет и 26,4 % — в возрасте 60 лет и старше. Среди жителей старше 15 лет 50,4 % состояли в браке, 33,7 % — не состояли, 6,7 % — были в разводе, 9,3 % — вдовствовали. В коммуне было 1498 домашних хозяйств, 926 семьи.
Среди населения старше 15 лет (2527 человека) 18,1 % населения не имели образования, 11,3 % — имели только начальное образование, 9,2 % — закончили только колледж, 24,4 % — получили аттестат об окончании лицея, 19,1 % — закончили полное среднее образование или среднее специальное образование, 10,6 % — закончили сокращённое высшее образование и 7,4 % — получили полное высшее образование.
На 2012 год в коммуне числилось 1498 облагаемых налогом домохозяйств, в которых проживало 3274 человека, из них 35,8 % хозяйств состояли из одного человека (17,9 % мужчины, 17,9 % женщины) и 61,8 % семейных хозяйств (из них 26,9 % с детьми).
Динамика населения согласно INSEE:
| Население коммуны в XIX—XXI веках |
| --------------------------------- |
|                                   |

## Экономика
В 2012 году из 2075 человек трудоспособного возраста (от 15 до 64 лет) 1513 были экономически активными, 562 — неактивными (показатель активности 72,9 %, в 2007 году — 71,9 %). Из 1513 активных трудоспособных жителей работали 1409 человек (764 мужчины и 645 женщины), 104 числились безработными. Среди 562 трудоспособных неактивных граждан 141 были учениками либо студентами, 205 — пенсионерами, а ещё 216 — были неактивны в силу других причин. В 2013 году средний доход в месяц составлял 1958 €, в год — 23 496 €.

## Климат
Умеренный и тёплый климат Модана по классификации климатов Кёппена относится к типу Cfb. Даже в засушливые месяцы, в коммуне идут дожди. Средняя температура в году — 7,8 °C. Среднее количество осадков в году 981 мм.
| Показатель              | Янв. | Фев. | Март | Апр. | Май  | Июнь | Июль | Авг. | Сен. | Окт. | Нояб. | Дек. | Год |
| ----------------------- | ---- | ---- | ---- | ---- | ---- | ---- | ---- | ---- | ---- | ---- | ----- | ---- | --- |
| Средняя температура, °C | −1,6 | −0,1 | 3,7  | 7,2  | 11,1 | 14,5 | 16,9 | 16,4 | 13,7 | 8,8  | 3,5   | −0,5 | 7,8 |
| Норма осадков, мм       | 73   | 71   | 77   | 76   | 94   | 92   | 67   | 84   | 85   | 87   | 92    | 83   | 981 |
| Источник: Climate Data  |      |      |      |      |      |      |      |      |      |      |       |      |     |